# Тадеуш Косцюшко
Вижте пояснителната страница за други значения на Косцюшко.
Тадеуш Косцюшко, с рождено име А̀нджей Тадѐуш Бонавенту̀ра Кошчу̀шко, герб Рох III (на полски: Andrzej Tadeusz Bonawentura Kościuszko) е полски и американски военен и политически деец, който е считан за национален герой на Полша, Беларус и САЩ, почетен гражданин на Франция. Участва активно в борбите на Жечпосполита срещу Русия и Прусия и на американска страна в Американската война за независимост. Като върховен главнокомандващ на полските национални въоръжени сили той ръководи Косцюшкото въстание през 1794 г.
Косцюшко е роден февруари 1746 г. в Полско-литовската държава, в селце, което днес се намира в Беларус. На 20 години завършва Корпуса на кадетите във Варшава, но след избухването на гражданска война, включваща Барската конфедерация през 1768 г., Косцюшко се мести във Франция в 1769 г., за да продължи обучението си. Връща се в Полша през 1774 г., две години след първото ѝ разделяне, и заема позицията на преподавател в дома на Юзеф Сосновски. След опита на Косцюшко да избяга с дъщерята на работодателя си, бива жестоко пребит от васалите на баща ѝ и се завръща във Франция. През 1776 г. се премества в Северна Америка, където взема участие във Войната за независимост като полковник в Континенталната армия. Изтъкнат военен архитект, той проектира и ръководи конструкцията на най-съвременните укрепления, включително тези в Уест пойнт, Ню Йорк. През 1783 г. в знак на признание на услугите му, Континенталният конгрес го издига в бригаден генерал.
Завръщайки се в Полша през 1784 г., Косцюшко е произведен в чин генерал-майор в армията на Полско-литовската държава през 1789 г. Две години след като Полско-руската война от 1792 г. свършва с Второто разделяне на Полша, той организира въстание срещу Русия през март 1794 г. Руските власти го залавят в битката при Мацейовице през октомври същата година. Поражението на Косцюшкото въстание води до Третото разделяне на Полша през 1795 г., което слага край на независимото съществуване на Полша за 123 години. През 1796 г., след смъртта на царица Екатерина Велика, Косцюшко е помилван от нейния наследник – цар Павел I, след което емигрира в Съединените щати. Близък приятел на Томас Джеферсън, с когото той споделя идеалите за човешките права, Косцюшко пише завещанието си през 1798 г., посвещавайки го на образованието и освобождението на американските роби. В крайна сметка се завръща в Европа и живее в Швейцария до смъртта си през 1817 г. Изпълнението на завещанието му по-късно се оказва трудно и средствата така и не са използвани по предназначение.

## Биография

### Детство и юношество
Тадеуш Косцюшко е роден февруари 1746 г. в Меречовшчина като четвърто дете на Людвик Тадеуш и Текла Ратомска.
Родът на Косцюшко произлиза от дворянин на крал Зигмунт I – Константи, наричан Костюшко. През 1509 г. той получава имота Шехновиче, който се превръща в семейно гнездо на Косцюшко.
През 1755 г. Тадеуш, заедно с по-големия си брат Юзеф, започва да учи в Kolegium Pijarów в Любешув. През 1760 г. по семейни причини и двамата се връщат вкъщи. Понеже наследник на малкия семеен имот трябвало да бъде Юзеф, Тадеуш избира военната кариера. 
През 1765 г., по инициатива на Станислав Август Понятовски, бива създадено Рицарското училище. То трябвало да подготвя офицерски кадри, просветени хора, хора с прогресивен ум и достойни граждани. Благодарение на подкрепата на Чарториски, на 18 декември 1765 г. Косцюшко постъпва в Корпуса на кадетите към Рицарското училище, където се отличава от останалите. Изучава история на Полша и световна история, философия, латински, полски, френски и немски език, а също така право, икономика, аритметика, геометрия и геодезия. През 1766 г. се отличава на седмичния изпит по геометрия. Посещава специален инженерен курс за напреднали. Завършва училище със званието капитан.

### Престой във Франция
През октомври месец 1769 г. Косцюшко, заедно с Юзеф Орловски, колега от рицарското училище, с помощта на Адам Кажимеж Чарториски, заминава за Париж като стипендиант. Там задълбочава своите военни познания. Петгодишният престой на Косцюшко във Франция, в навечерието на революцията, оказва влияние на неговите политически и социални убеждения.

### Завръщане в Полша
През лятото на 1775 г. (три години след Първото разделяне на Полша), Косцюшко се завръща в родината си. Не успява да намери работа във войската на Жечпосполита, която по това време била редуцирана до 10 000 войници. Семейният имот бил наследен от брат му, а плановете за брак пропадат, понеже не притежавал имот. Безуспешно ухажва Людвика, дъщерята на Юзеф Сосновски, на която по-рано преподава.

### Дрезден и Париж
През есента на 1775 г. заминава за Дрезден. Намерението му да започне работа в саксонската армия не се увенчава с успех, затова предприема ново пътуване до Париж. Там разбира за войната в Америка, където колониите започват битка с Великобритания за своята независимост.

### Пътуване до Америка
Косцюшко пребивава съвсем кратко в Париж. Най-вероятно още през юни тръгва от пристанището в Хавър и се отправя към едно далечно, продължило повече от два месеца, пътуване до Америка. Малко след като пристига във Филаделфия получава задача да изгради фортификационни съоръжения в града (районът на река Делауеър). Цяла зима работи върху фортификацията на Филаделфия. През пролетта на 1777 г. Косцюшко е изпратен на север над канадската граница. В продължение на няколко месеца Косцюшко изгражда различни военни лагери на Континенталната армия. Укрепителните съоръжения, които прави помагат на американците да победят в битката при Саратога. Това му донася голяма слава. Израз на признание към способностите му е възложената му задача да изгради крепостта на Уест Пойнт над река Хъдсън. Това решение е подкрепено от главнокомандващия на американската армия, Джордж Вашингтон.
В знак на почит, на 13 октомври 1783 г. с резолюция на Конгреса, Тадеуш Косцюшко е повишен в бригаден генерал. Получава също така специални благодарности във вид на земя (около 250 хектара) и значителна сума пари, която трябва да бъде изплатена по-късно на годишни вноски. Когато през 1798 г. Конгресът му изплаща закъснелите вноски, въпреки трудната финансова ситуация, той предназначава парите за изкупуването на свободата на чернокожите и тяхното образование. Остатъкът от своя американски имот поверява на Томас Джеферсън, който е бил изпълнител на неговото завещание.
Още по-голямо признание за Косцюшко е приемането му в „Общество Цинцинати“, като той става третия чужденец.

### Отново завръщане в Полша
През 1784 г. Косцюшко се сбогува със своите приятели и се връща в Полша (12 август 1784 г.) Ситуацията в страната никак не била добра. За пореден път Косцюшко се връща в родното Шехновиче, където трябвало да прекара почти 5 години. За щастие, неговата част от имота донасяла малки доходи. Въпреки скромните доходи, които едвам стигали за най-необходимото, Косцюшко ограничава ангарията на шехновичките селяни. Те трябвало да отработват само два дни в седмицата. Жените били освободени напълно от работа. Това решение на Косцюшко не срещнало одобрение от шляхтата.
Косцюшко живо се интересува от случващото се в страната. Все по-голяма роля в политическия живот на Полша играе група дейци, които виждат необходимост от провеждане на реформи. Известни политически писатели като Станислав Сташиц и Хюго Колонтай се застъпват за подсилване на централната власт и за признаване на по-големи права на мешчаните и селяните. Заседаващият в годините 1788 – 1792 Сейм се заема със задачата да възстанови Жечпосполита. Една от първите резолюции, които приема, е увеличаване на армията до 100 хиляди. Косцюшко има възможност за военна кариера в армията на Жечпосполита. На 12 октомври 1789 г. получава номинация, подписана от краля, за генерал-майор на кралската армия. С получаването на тази длъжност се слага край и на финансовите проблеми, които дълги години тревожат Косцюшко. Заплатата, която получава е в размер на 12 хиляди злоти годишно.
Стремежът на поляците да възстановят родината си поражда безпокойство у Русия и Прусия, както и у част от родните магнати, свързана с чуждите велики сили. През април 1792 г., конспираторите от магнатите, Шченсни Потоцки, Северин Жевуски и Франчишек Ксавери Браницки създават конфедерация, която застава срещу Конституцията от 3 май. Гарант за възвръщането на правата трябвало да бъде императрица Екатерина II. Конфедерацията е създадена на 14 май в пограничното селце Тарговица. Няколко дни по-късно, по молба на жителите на Тарговица, руската армия прекрачва границите на Жечпосполита.
Няколко месеца преди това Полша се подготвя за очакваната интервенция. Косцюшко взема активно участие в подготовката. В началото на май 1792 г. е извършена реорганизация на полската армия. За главнокомандващ на кралската армия, която е съставена от 17 хиляди войници, е избран Юзеф Понятовски. Тадеуш Косцюшко е командващ една от трите дивизии, съставляващи кралската армия.
На 18 май руската войска (около 100 хиляди войници) навлиза на територията на Жечпосполита. 1792 г. започва Полско-Руската война. Литовската армия, вследствие на предателството на своя командир Лудвиг фон Вюртембег, не оказва почти никаква съпротива срещу нашествениците. Кралската армия също не притежава необходимата сила, за да ги спре. На 18 юни по време на отстъплението се стига до победоносната битка при Жиеленце. Тя няма голямо значение за хода на по-нататъшните действия, но все пак показва възможността за успешна борба с врага.
В чест на тази битка кралят основава орден Virtuti Militari (орден за военни доблести). На първата страница на отличените присъства фамилията на генерал-майор Тадеуш Косцюшко.
Косцюшко се отличава в битките при Жиеленце (18 юни), Влоджимеж (7 юли) и Дубенка (18 юли 1792 г.) След битките по брега на Южен Буг, в които е отблъсната три пъти по-силната руска войска, си спечелва славата на човек с добри ръководни умения, израз на което става назначаването му като генерал-лейтенант. По това време става ясно решението на краля да се присъедини към тарговицката конфедерация и да отмени всички действия срещу руската армия.

### Политическа емиграция през 1792 г.
Голяма част от политическите дейци се готвят да напуснат страната, заминавайки предимно за Саксония. В Лайпциг и Дрезден е създаден емиграционен център на противниците на тарговицката конфедерация. Косцюшко също все по-често мисли за заминаване. На 26 август Франция го удостоява с престижната титла „Гражданин на Франция“. Това е израз на признание на неговата дейност и борбата му за идеалите на свободата.
В писмо от октомври 1792 г., адресирано до принцеса Чарториска, информира, че скоро заминава за Лайпциг. Там вече били Игнаци Потоцки и Хюго Колонтай и ръководели конспиративната дейност срещу тарговичани и подготвяли въстание срещу нападателите. През пролетта на 1793 г. възниква друго конспиративно средище, което съсредоточава дейността на по-ранните организации, но този път в страната.
Начело застават Игнаци Джиалински, Карол Прозор и други.
Косцюшко прекарва само две седмици в Лайпциг, после заминава за Париж. Там се опитва да намери подкрепа за подготвяното въстание, но не получава конкретни обещания.
На 13 януари 1793 г. Прусия подписва договор с Русия, засягащ второто разделяне на Полша. На 17 юни в Гродно е свикан нов Сейм, който е принуден да ратифицира договорите. Полша става страна с площ не повече от 200 хил. km² и население около 4 милиона. Икономиката и обществото били сринати икономически и морално. Такъв край не са предвиждали дори и най-върлите последователи на тарговицката конфедерация. Мнозинството разбира истинските намерения на окупаторите, а това създава благоприятен климат за предприемане на въоръжена борба за свобода.
След връщането си от Париж в Дрезден през юни 1793 г. Косцюшко разработва концепция за организирането на въстание. Под формата на инструкции тя попада в страната, понеже тук трябвало да се извършат определени подготвителни действия. Родният конспиративен център има малко по-различен план за действие. Той е представен на Косцюшко през септември 1793 г. в Подгуже близо до Краков. Генералът решава, че приготовленията изостават, а условията за избухване на въстанието все още не са благоприятни и отлага неговото начало за неопределено време. Вследствие на това забавяне значителна част от полската войска бива превзета от руския кордон или бива редуцирана, конспиративните дейности са разкрити, а метежът започва объркано.
Междувременно ситуацията в страната се развива в неблагобриятна посока. Пропада решението, взето от Постоянния съвет, за значителна редукция на полската войска. В първите дни на март руските окупационни власти тръгват по следите на варшавската конспиративна организация. Поредните емисари биват изпратени до Лайпциг със спешни заръки. В тази ситуация Косцюшко решава да започне въстанието, въпреки неспазването на неговите инструкции. Най-вероятно на 15 март тръгва от Дрезден за Краков.

### Въстанието на Косцюшко
На 24 март 1794 г. на площада в Краков Косцюшко полага тържествена клетва и бива провъзгласен за върховен главнокомандващ на националните въоръжени сили.
- 1794 – 1795 – виж Въстание на Косцюшко
- 7 май 1794 – Поланецки универсал (манифест) – правен акт, издаден от Косцюшко в лагера край Поланец, с който освобождава присъединилите се към въстанието селяни от крепостничество, дава им право да не бъдат прогонвани от земята си и намалява крепостничеството.
- На 10 октомври 1794 г. в битката при Мачейовице с двукратно превъзхождащия го противник, претърпява тежко поражение и ранен, попада в плен. Заточен е в Петропавловската крепост в Петербург.

### Окончателна емиграция
През 1796 г. император Павел I освобождава Косцюшко след полагане на клетва за вярност, което е било цената за освобождаването на 20 000 поляци от руските затвори и лагери. Косцюшко също така трябвало да се закълне, че няма да се върне в Полша. От Великобритания се отправя към САЩ. В Англия се среща с поета Уилям Уърдсуърт, чиито стихове му поддържат духа по време на битките. По време на своето пътуване е приеман навсякъде не само като полски национален герой, а като велик войник, който се бори за свободата. През 1797 г. се връща в Европа, като заживява в Париж. Взима участие в създаването на Полските легиони. През 1799 г. се среща с Наполеон. Косцюшко му няма доверие и не е съгласен Полша да има нещо общо с него.
През 1799 г. взима участие в създаването на Общество на полските републиканци. През 1808 г. издава книгата Обратите на конната артилерия. Най-вероятно през същата година заминава за Швейцария. Там прекарва последните години от живота си. Тадеуш Косцюшко умира на 15 октомври 1817 г. в Швейцария. По-късно прахът му е пренесен в Полша и е положен във Вавелската катедрала, където почиват полските крале и героите на Полша.

## Награди и отличия
- Златен медал Virtuti Militari, 1792 г. Косцюшко е първият човек отличен с този медал.
- Орден на Цинцината получен на 5 май 1784 г. от ръцете на Джордж Вашингтон във Филаделфия.

През 1792 г. Юзеф Понятовски иска да отличи Косцюшко с Орден на Белия орел, но той, като републиканец по убеждение, нямало да го приеме.

## Мнения за Косцюшко
- Наполеон го нарича „героят на севера“;
- Томас Джеферсън го нарича „най-чистият син на свободата, когото познавах [...] и то свобода за всички, а не само за малцина и богатите“;
- Берек Йоселевич го нарича „пратеник от Бога“;
- Лорд Байрон в „The Age of Bronze“ (Бронзовият век, 1823) пише: „Косцюшко – това е звук, който ужасява тиранина“;
- Екатерина Велика го нарича „звяр“;
- Жул Мишле го нарича „последният рицар, но първият поляк със съвременно разбиране на братството и равенството“;
- Генерал Натаниъл Грийн го нарича „майстор в своята професия“;
- Жул Верн отдава почит на Т. Косцюшко като помества негов портрет в кабинета на Капитан Немо в книгата „Двадесет хиляди левги под водата“;
- Павел Едмунд Стшелецки назовава открития от него най-висок връх в Австралия Косцюшко, който се намира на територията на Националния Парк Косцюшко (Kosciuszko National Park).

## Посмъртно признание
Тадеуш Косцюшко е смятан за национален герой на Полша, САЩ и Беларус. Името Косцюшко носи също така паркът в Милуоки в щата Уисконсин както и Парк Косцюшко в Чикаго.
На 14 октомври 1861 г., в навечерието на патриотичното честване на годишнината от смъртта на Тадеуш Косцюшко, руският наместник Карол Ламберт въвежда военно положение в Полското кралство. Бруталното потушаване на честванията, заедно с оскверняването на църквите, ускорява подготовката за въстание. След Втората световна война на негово име е наречен металургичен завод в Хожув. Кръстени на Косцюшко улици има не само в много полски градове, но също така и в САЩ, Беларус, дори и в столицата на Унгария – Будапеща.
Сеймът на Република Полша определя 2017 г. за „Година на Тадеуш Косцюшко“.

## Нумизматика
Образът на Косцюшко се появява:
- на банкнотите със стойност 1000, 100 и 20 полски марки
- на междувоенната банкнота от 100 злоти на Полската народна банка
- на монетата от 10 злоти, емитирана от Полската народна банка през 1969 г. в Полската народна република
- на банкнота от 500 злоти емисия 1982 г. на Полската народна република[3]

## Географски названия
- Връх Косцюшко, открит от Павел Стшелецки – най-високият връх на континента Австралия, намира се в Национален парк Косцюшко (Kosciuszko National Park)
- Окръг Косцюшко в щата Индиана, САЩ
- Град Косцюшко в щата Мисисипи, САЩ
- Град Косцюшко в щата Тексас, САЩ
- Остров Косцюшко в щата Аляска, САЩ
- Мостовете на Косцюшко – два главни моста в Ню Йорк, САЩ

## Паметници
- Паметник на Т. Косцюшко на хълма Вавел
- Паметник на Т. Косцюшко в Лодз – в края на ул. „Пьотрковска“ на площад „Волношчи“, изграден в годините 1927 – 1930
- Паметник на Косцюшко в центъра на Чикаго, над езерото Мичиган. На годишнината от Конституцията на 3 май поляци поднасят венци и цветя пред паметника.
- Паметник на Т. Косцюшко във Вашингтон – изграден по проект на Антони Попиел, финансиран от американската Полония. Негово копие се намира в Огруд Саски във Варшава.
- Паметник в Детройт
- Статуя и паметна плоча във Военната академия на САЩ Уест Пойнт

## Могили
- 1820 – 1823 г. – Могилата на Косцюшко в Краков по образец на съществуващите в града могили на Ванда и Кракус
- 1861 г. – Могилата на Косцюшко в Олкуш
- 1917 г. – Могилата на Косцюшко в Поланец
- 1917 г. – Могилата на Косцюшко в Тарногрод
- Могили на Косцюшко в селата Рацлавице, Керножиа, Уханка и Яновички

## Музеи
- Thaddeus Kosciuszko National Memorial във Филадалфия с адрес 301 Pine Street, където в периода 1797 – 1798 г. Т. Косцюшко живее известно време;
- През 1988 г. в Мачейовице е открит Музей на името на Косцюшко. В него се намира макет на битката при Мачейовице както и различни сувенири свързани с Косцюшко. Намира се в сградата на общината в центъра на Мачейовице;
- В Меречовшчизна (Беларус) в двора на имението на Косцюшко е имало негов музей, който е унищожен по време на Втората световна война. През 2004 г. благодарение на усилията на беларуските власти и с подкрепата на САЩ „Музей-сядзіба Тадэвуша Касцюшкі“ отново бива изграден въз основата на снимков материал. Музеят представя архивни кадри и мебелировка, които възпроизвеждат начина, по който е изглеждал домът на Косцюшко когато той се появява на бял свят.

## Училища
Името на Т. Косцюшко носят също така училища и институции:
- Политехника Краковска в Краков
- Висше офицерско училище на сухопътните войски във Вроцлав
- 1. Варшавска бронетанкова бригада във Варшава
- Институт Косцюшко

## Картини
Косцюшко е представен на много картини и илюстрации:
- Косцюшко при Рацлавице – картина на Ян Матейко от 1888 г.
- Панорама Рацлавицка – картина нарисувана 1893 – 1894 г. от екип художници под ръководството на Ян Стика и Войчех Коссак
- Клетвата на Косцюшко на площада в Краков – картина на Франчишек Смуглевич от 1794 г.
- Илюстрация Клетвата на Косцюшко на Валери Еляш-Раджиковски от 1905 г.

## Филми
- Косцюшко при Рацлавице – полски игрален филм от 1913 г.
- Косцюшко при Рацлавице – полски игрален филм от 1938 г.
- Инженер Косцюшко – полски документален филм от 1977 г.
- Тадеуш Косцюшко – полски документален филм от 1987 г.
- „Jego imię Polska“. Tadeusz Kościuszko – полски документален филм от 2006 г.